# Clive Barker (treinador)
Clive William Barker (Durban, 23 de junho de 1944 – 10 de junho de 2023) foi um treinador e futebolista profissional sul-africano que atuou como meia.

## Carreira
Barker se profissionalizou no Durban City em 1962, e atuou no Durban United. Atuou até 1969 quando tinha um interesse pelo Leicester City, porém, teve uma séria lesão no joelho, e parou de atuar profissionalmente.
Como treinador, dirigiu o Durban City que conquistou dois títulos da National Professional Soccer League em 1982 e 1983. Em seguida, comandou o Durban Bush Bucks, com o qual venceu o campeonato nacional em 1985. Ainda em clubes, ganhou a Copa Coca-Cola em 1992 com o AmaZulu, derrotando Kaizer Chiefs na final por 3–1.
Barker também treinou a Seleção Sul-Africana de Futebol que conquistou o Campeonato Africano das Nações de 1996.

## Morte
Barker morreu em 10 de junho de 2023, aos 78 anos, em um hospital em Durban.

## Títulos
África do Sul
- Copa das Nações Africanas: 1996